# Орхоменос (Беотия)
Вижте пояснителната страница за други значения на Орхомен.
Орхоменос (на гръцки: Ορχομενός) е град в дем Орхоменос, Беотия (Гърция). Намира се на река Кефисос, на северозападния бряг на изсъхналото езеро Копаис. Градът има 13 032 жители (2010 г.)
През древността градът е обитаван от минийците. През втората половина на 2 хилядолетие Орхомен е главен град на голямо царство на микенската култура.
Според древногръцката митология в Орхомен е скрит новороденият бог Дионис. Цар Атамант и жена му Ино обличат момчето в женски дрехи и той расте в женския отдел при тях.